# Dziekania (województwo wielkopolskie)
Dziekania – osada w Polsce, położona w województwie wielkopolskim, w powiecie kępińskim, w gminie Kępno.
W latach 1975–1998 Dziekania administracyjnie należała do województwa kaliskiego.
Przed 2023 r. miejscowość była częścią wsi Osiny.